# Five Points

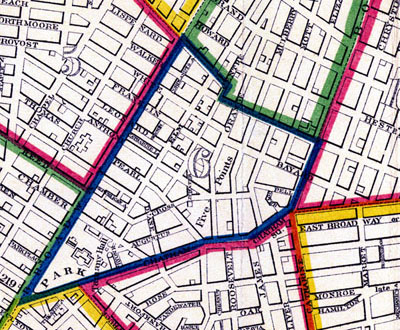
Karte von Five Points 1831

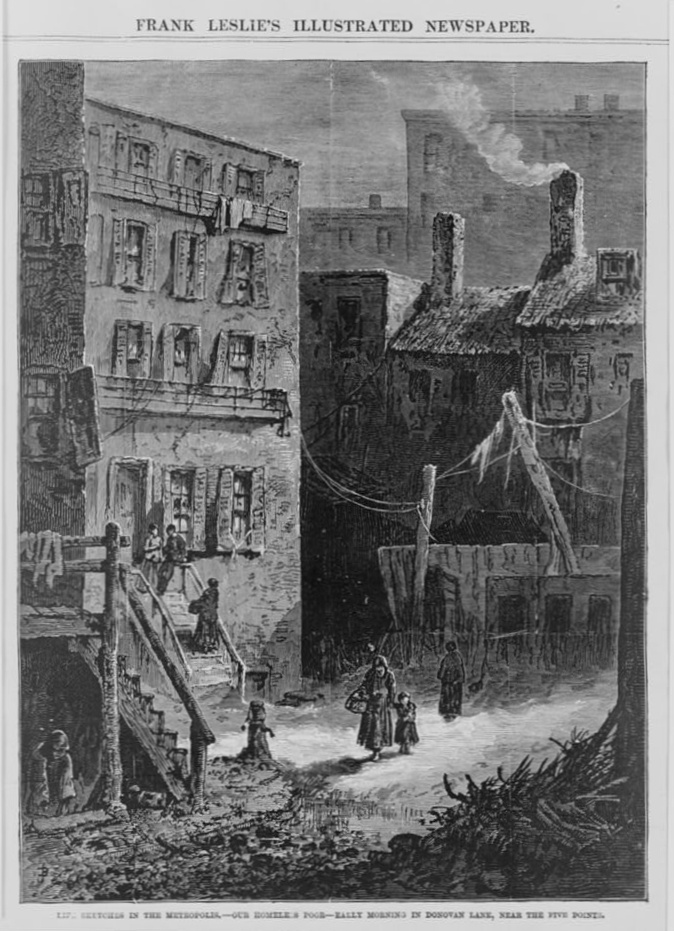
Ärmliche Behausungen in den Five Points, Darstellung von 1878

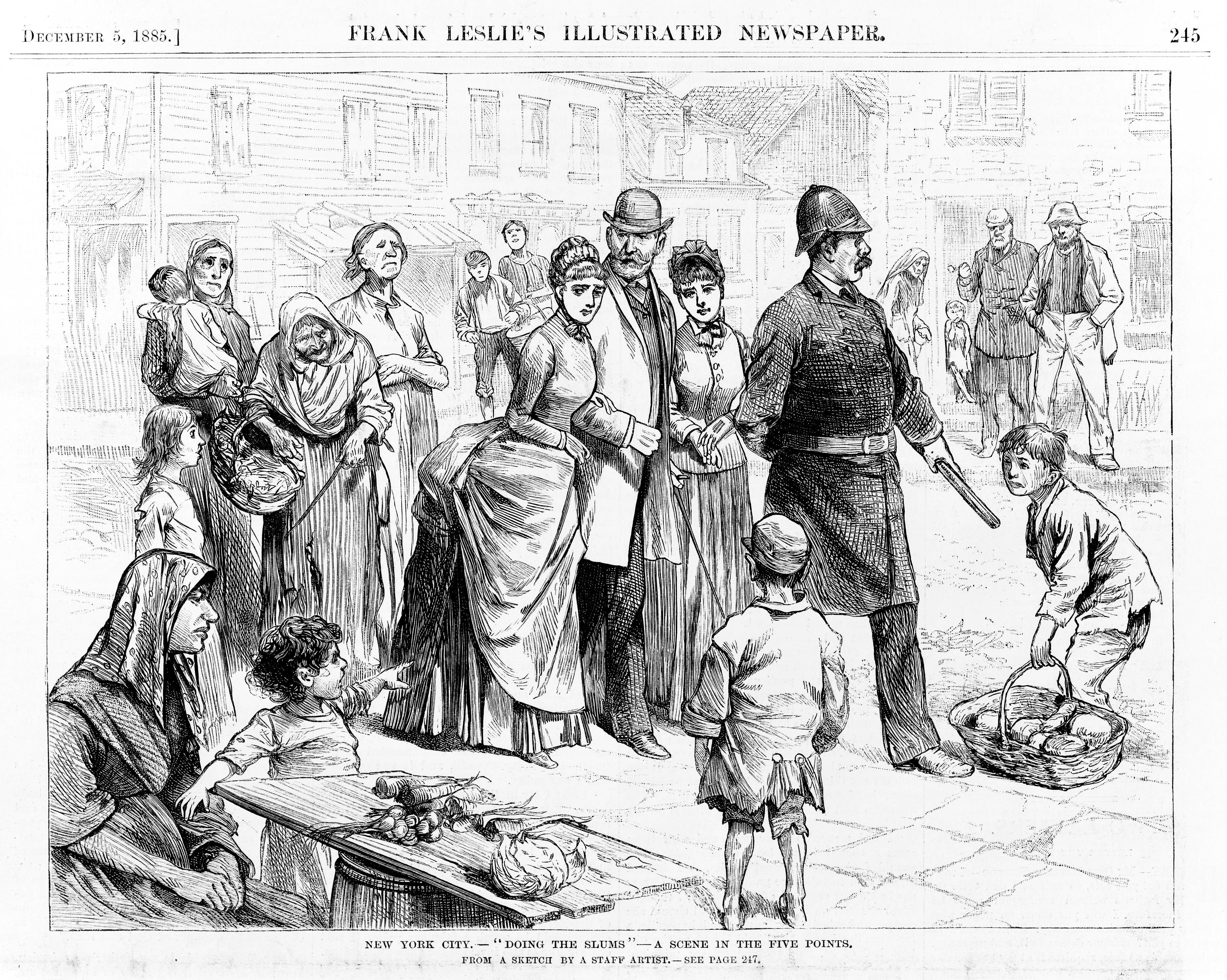
Polizist führt wohlhabende Bürger durch die Five Points

Die Five Points waren im 19. Jahrhundert ein Armenviertel im Süden von Manhattan, New York, das zwischen ca. 1820 und 1885 bestand.

## Lage
Die Five Points lagen an der Kreuzung der Straßen Anthony Street (heute Worth Street), Cross Street (jetzt Mosco Street) und Orange Street (heute Baxter Street). Der Name Five Points leitete sich von den fünf Straßenecken an dieser Kreuzung ab. Auch der Mulberry Bend, eine Biegung der Mulberry Street, war Teil des Viertels.

## Geschichte
An der Stelle des Viertels lag ursprünglich der Collect Pond, ein Teich und Frischwasserreservoir, das durch eine eigene Quelle gespeist wurde. Als dann ansässige Handwerker, Firmen und Fleischer ihre Abfälle in den Collect Pond leiteten, wurde dieser zu einer Quelle für Infektionen und Krankheiten, wodurch der Bau eines Kanals notwendig wurde. Nach der Fertigstellung des Kanals, nach dem die Canal Street benannt ist, wurde der Teich 1811 verfüllt, was diese Gegend Manhattans jedoch noch sumpfiger machte, da es hier viele natürliche Quellen gab, die nun nirgendwo mehr abfließen konnten.
Die sumpfige und von Insekten verseuchte Gegend bot in der Folgezeit billiges Land für die große Zahl der in die Stadt drängenden Einwanderer. Zu dieser Zeit handelte es sich vor allem um Iren, da im Jahre 1820 die große irische Einwanderungswelle einsetzte, die in der irischen Hungersnot (Kartoffelhungersnot) von 1845 bis 1849 ihren Höhepunkt fand. Die Five Points entwickelten sich in kurzer Zeit zu einer Slumgegend mit hoher Kriminalitätsrate.
Im Jahre 1842 besuchte Charles Dickens die Five Points und zeigte sich erschüttert über die schlechten Lebensbedingungen, die hier herrschten:

“This is the place: these narrow ways diverging to the right and left, and reeking every where with dirt and filth. Such lives as are led here, bear the same fruit here as elsewhere. The coarse and bloated faces at the doors have counterparts at home and all the wide world over. Debauchery has made the very houses prematurely old. See how the rotten beams are tumbling down, and how the patched and broken windows seem to scowl dimly, like eyes that have been hurt in drunken frays. Many of these pigs live here. Do they ever wonder why their masters walk upright in lieu of going on all-fours? and why they talk instead of grunting?”

„Das ist der Ort. Diese engen Gassen, die nach rechts und links auslaufen und überall vor Schmutz und Abfall starren.  Die Leben, die hier geführt werden, tragen die gleiche Frucht, wie überall sonst. Die  groben und aufgeblähten Gesichter an den Türen haben ihre Gegenstücke zuhause und überall auf der Welt.  Ausschweifung hat sogar die Häuser vor ihrer Zeit altern lassen. Sehen Sie, wie die faulen Balken einstürzen und wie die zusammengeflickten und zerbrochenen Glasscheiben finster dreinblicken, wie Augen, die in versoffenen Schlägereien verletzt wurden. Viele dieser Schweine leben hier. Wundern die sich manchmal, warum ihre Herren aufrecht und nicht auf allen Vieren gehen? Und warum sie sprechen anstatt zu grunzen?“

Bei den Wahlen von 1827 ließ die Tammany Hall Wagenladungen mit Einwanderern von Wahllokal zu Wahllokal fahren, die so mehrfach ihre Stimme abgeben konnten. Diese Aufgabe wurde dann den Banden überlassen. So wurde der Bezirk um 1850 von Banden wie The Chichesters, Roach Guards, Plug Uglies, Shirt Tails und Dead Rabbits beherrscht.
Um die Mitte des 19. Jahrhunderts  kam es zu Auseinandersetzungen zwischen Einwanderern und Einheimischen (natives). Hier war einer der Ausgangspunkte der Draft Riots, schwerer bürgerkriegsartiger Unruhen im Jahre 1863, bei denen mindestens 120 Menschen ums Leben kamen. Bereits 1834 war es zu Unruhen gegen die Sklavenbefreiung (Anti-abolitionist riots) und 1857 zu den Dead Rabbits Riots gekommen.
In den Five Points stand die Wiege der amerikanischen Form des Stepptanzes: Verschiedene ethnische Gruppen veranstalteten hier um die Mitte des 19. Jahrhunderts Tanzwettbewerbe. Dabei entstand aus der Vermischung von afrikanischem Shuffle und irischem Jig ein eigenständiger Stil.
Zwischen 1885 und 1895 wurde der Slum aufgelöst, die Bewohner wanderten in andere Viertel New Yorks ab. Anfang des 20. Jahrhunderts trieb die Five Points Gang, damals New Yorks mächtigste Bande, ihr Unwesen. Zu ihrer Hochzeit umfasste sie rund 1.500 Mitglieder und beherrschte ein Gebiet zwischen dem Broadway, Bowery, Fourteenth Street und dem City Hall Park.

## Gegenwart

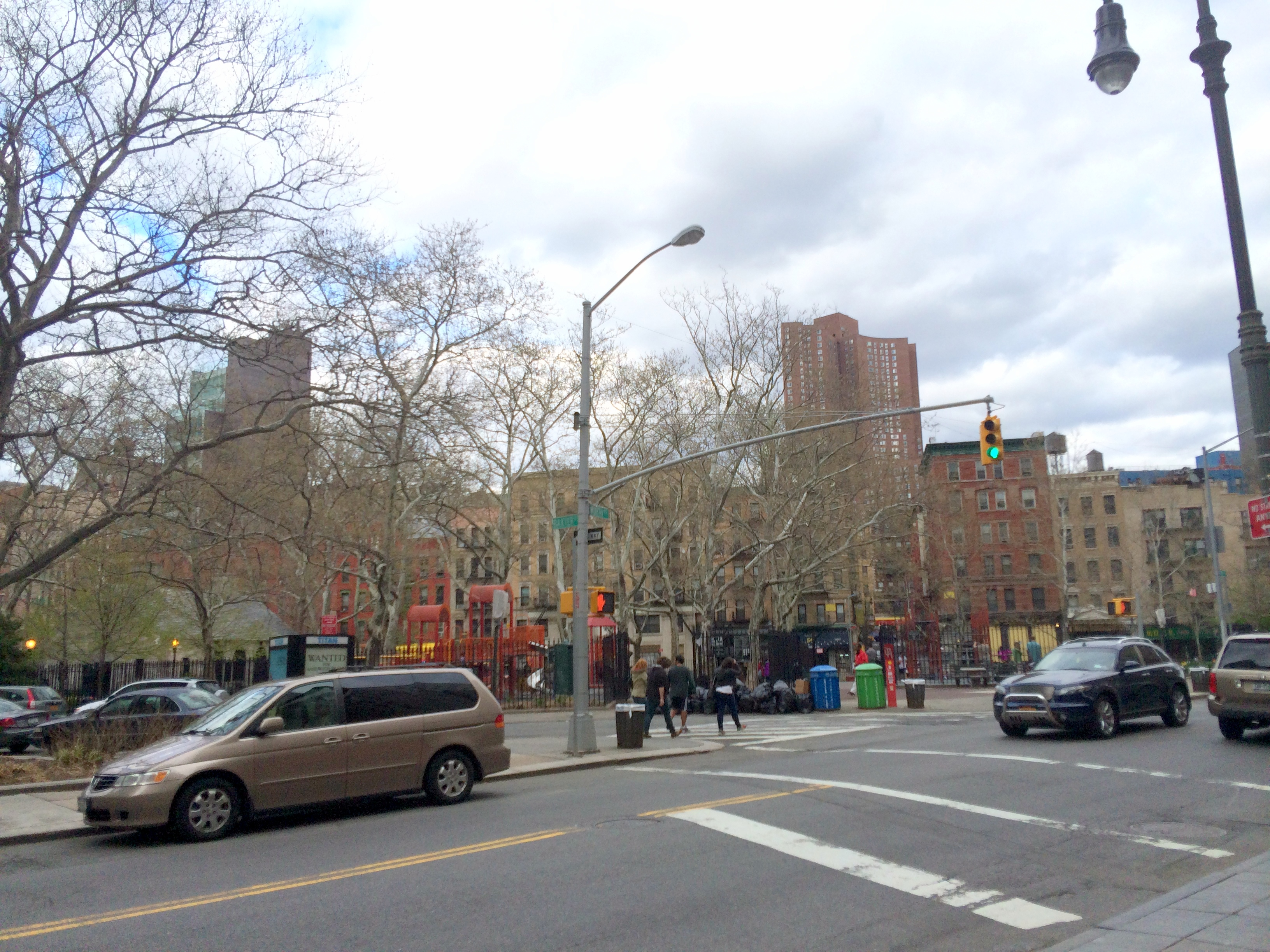
Ecke Worth Street / Baxter Street mit dem Columbus Park im Hintergrund (2014)

Heute ist vom einstigen Viertel nichts mehr zu sehen. An seiner Stelle wurden öffentliche Anlagen wie der Columbus Park und der Collect Pond Park sowie mit dem Civic Center städtische und staatliche Verwaltungsgebäude errichtet. So befindet sich das Thurgood Marshall United States Courthouse am Foley Square in der Centre Street. Verschiedene Einrichtungen des Strafvollzugs von New York City befinden sich ebenfalls in der Centre Street, wo in der Vergangenheit das berüchtigte Tombs Prison stand, in dem seit 1838 Straftäter einsaßen. Es war bis 1897 in Benutzung und befand sich in der Nähe des heutigen City Prison Manhattan in der White Street. Auch ein Teil von Chinatown liegt auf dem ehemaligen Gelände der Five Points.

## Archäologische Forschungen

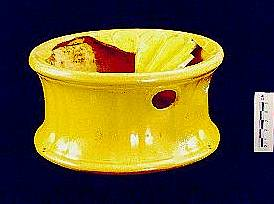
Bei Grabungen entdeckter Spucknapf (19. Jhd.)

In jüngerer Zeit bemüht man sich, die Geschichte der Five Points im Rahmen der Historical Archaeology näher zu beleuchten. Ergänzend zur Auswertung historischer Quellen fanden in den 1990er-Jahren im Bereich des Foley Square Courthouse archäologische Ausgrabungen statt, bei denen mehr als 850.000 Funde zu Tage kamen. Der größte Teil dieses Materials lagerte in einem archäologischen Labor im World Trade Center 6 und ging bei den Terroranschlägen am 11. September 2001 verloren, als das Gebäude zerstört wurde.

## Adaptionen
- Five Points und die erwähnten Unruhen in der Mitte des 19. Jahrhunderts bilden den Hintergrund für den Spielfilm Gangs of New York von Martin Scorsese, der auf der gleichnamigen kriminalhistorischen Buchvorlage von Herbert Asbury aus dem Jahre 1928 beruht. Neben dem Spielfilm entstand die Fernseh-Dokumentation „Uncovering the Real Gangs of New York“, die sich mit den geschichtlichen Hintergründen des Films befasst.
- Im Spielfilm Der Clou, der im Jahre 1936 spielt, behauptet einer der Protagonisten, aus demselben Viertel, nämlich den Five Points, wie ein Gangsterboss zu stammen, um dessen Vertrauen zu gewinnen.
- Die in den Jahren 2012 – 2013 erstmals ausgestrahlte US-amerikanische Fernsehserie Copper – Justice is brutal handelt von dem irisch-amerikanischen Polizisten Kevin Corcoran, der 1864/65 in den Five Points Dienst tut. Franka Potente spielte eine Bordellbesitzerin deutscher Herkunft.[6]
- Große Teile der Handlung von Green Blood (GREEN BLOOD-グリーン・ブラッド-), einem Manga von Masasumi Kakizaki, spielen in den Five Points.[7]